# Reação em Cadeia (banda)
Reação em Cadeia é uma banda de rock gaúcha formada em 1999 na cidade de Novo Hamburgo, sendo uma das bandas mais expoentes do rock gaúcho a nível nacional.
Conhecidos pelo hit "Me Odeie", a banda já tocou em grandes festivais, como Planeta Atlântida, HonorSounds Festival, Porão do Rock, FIFA Fan Fest, Festival Mada, entre outros.
Indicados ao Prêmio Multishow de Música Brasileira 2004 como Grupo Revelação, seus integrantes anunciaram oficialmente o fim da banda em 2016. Em 2022, a banda retomou suas atividades com nova formação, sendo seu show de retorno no festival Planeta Atlântida, onde a banda já fez diversas apresentações.

## História

### Início
A história da banda tem início no final de 1996, cujo embrião se deu quando Márcio Abreu, Nico Ventre e Jonathan Corrêa se juntam a Ricardo Rocha e formam Os Reverberados. Com esta formação e este nome, a banda chegou a fazer apenas um show.
No ano seguinte, eles fazem uma mudança na denominação do grupo que passou a se chamar DNA, ocasião em que se apresentaram em alguns lugares da região.
Em 1998, o conjunto passou por várias mudanças. Ricardo e Márcio resolvem sair da banda. Paralelamente, Nico e Jonathan resolvem se juntar aos amigos do Mr. Contra para formar o grupo Extasy. Todavia, o projeto não dá muito certo e ainda no final do mesmo ano, Jonathan resolve sair.
Novamente, em 1999, Jonathan resolve persistir na música e convida Márcio, Nico para formar um novo conjunto, ainda sem nome. Para completar o time é chamado Daniel Jeffman (guitarrista da Extasy). Com esta formação, chegam a gravar algumas demos e fazer alguns pequenos shows, com os quais contaram com Samuel Klein e Joey Rocha nas guitarras. Depois de alguns ensaios, a química dos integrantes finalmente começou a funcionar. Assim, perceberam que o projeto deveria ter um nome e ser levado a sério. Em conseqüência, Daniel, Nico e Samuel deixaram a banda Extasy para fazerem parte de uma nova era para eles. O nome Reação em Cadeia foi sugerido por Sammy, pois, além de ser o título de uma das músicas, foi fruto da primeira vez que a formação tocou junto.

### Apresentações e álbum de estreia
Tudo estabilizado internamente, a Reação em Cadeia faz a sua primeira apresentação em fevereiro de 2000, no Centro Universitário Feevale, na cidade de Novo Hamburgo. Curiosamente, a banda dividiu o mesmo palco com a nova formação da Extasy. Em suma, para quem já acompanhava a carreira dos músicos pode conferir o passado e o futuro juntos em um mesmo evento. A primeira demo tinha quatro canções: "Reação em Cadeia", "Minha Vida", "Anjos Terrestres" e "Vivendo e Aprendendo". A faixa "Minha Vida" chegou a entrar na programação local da Rádio Transamérica. Hoje o lançamento passou a ser item raro, já que as suas músicas já fazem parte dos chamados “Lados B”. Mesmo com as coisas começando a funcionar, a Reação em Cadeia sofre a sua primeira baixa. Em abril de 2000, Sammy teve que sair do grupo, pois se mudou para São Paulo. Em seu lugar, é recrutado Joey Rocha, que permaneceu até maio de 2001. Sammy até ensaiou uma volta ao conjunto, chegando até tocar com a banda em três shows, mas ele acaba saindo novamente. Depois da nova saída de Sammy, a Reação em Cadeia fica alguns meses parado, mas volta em setembro com o show no Repúblika Café. Logo após, Jonathan Corrêa, Daniel Jeffman, Márcio Abreu e Nico Ventre voltam em estúdio para regravar o single "Me Odeie", que é lançado para todo o sul do Brasil por Thadeu Malta. O single obtém uma excelente repercussão no sul, o que resulta a assinatura da Reação em Cadeia com o selo Antídoto, por onde é lançado o álbum de estreia da banda chamado Neural (2002).
O álbum Neural foi embalado pela faixa “Me Odeie” que já estava rolando nas rádios, através de um single. Além dela, as faixas “Eu não pertenço a você” (que também emplacou nas emissoras roqueiras do sul), “Espero”, “Neurose”, “Até Parar de Bater” e “Letargia” contribuem para a vendagem incrível de 70 mil discos, um feito fantástico para um lançamento de estreia de um conjunto fora do mainstream. Diante da excelente performance musical, a Reação em Cadeia passou a ultrapassar as barreiras do sul do Brasil, através de shows em outros estados, como Mato Grosso, Mato Grosso do Sul, Minas Gerais, Bahia e Goiás. Em 2003, a banda lançou o clipe da música "Me Odeie" e o sucesso da canção chegou à televisão. Para tanto, ficou entre os cinco finalistas do Prêmio Multishow na categoria “Revelação (Banda/Grupo Musical)”.

### Resto
O segundo trabalho da Reação em Cadeia foi lançado em abril de 2004. Sob o título Resto, o álbum vende mais de 30 mil discos em pouco mais de uma semana do seu lançamento. Como no disco anterior, a fórmula de mesclar guitarras arrastadas do grunge com letras melancólicas inspiradas nas experiências emocionais do vocalista Jonathan é mantida para a alegria dos fãs. Como no trabalho anterior, Resto também obtém uma ótima performance, graças a canção “Estou Melhor”, que também emplacou nas emissoras de rádio do sul do país, ao lado da balada “Quase amor”. Apesar da ótima fase, poucos meses após o lançamento de Resto, o baterista Nico Ventre e o baixista Márcio Abreu deixam a banda por divergências musicais. Mesmo diante da enorme baixa na formação, o conjunto da continuidade as suas atividades e chama Elias Frenzel e Mauricio Faria para assumirem as vagas, respectivamente. Superadas as dificuldades, a Reação em Cadeia participou no ano seguinte do maior Festival de Música Independente do Brasil, o Porão do Rock, que também trouxe atrações de peso como Pitty, Luxúria, Los Hermanos, Barão Vermelho, Ratos de Porão, Dead Fish, Pato Fu, dentre outros.
Em abril de 2005, a Reação em Cadeia participou do programa Domingão do Faustão da TV Globo, interpretando a música "Quase amor", e recebendo o Disco de Ouro pelas 50.000 cópias vendidas do álbum Resto e no mesmo ano, fizeram a gravação do videoclipe "Nunca Me Deixe Só".

### Febre Confessionale primeiro DVD
Em 2006, a banda lança seu terceiro álbum, Febre Confessional, pela gravadora Deckdisc. O álbum foi produzido por Rafael Ramos e teve como grandes sucessos, as músicas "Os Dias", "Perdi Você" e "G. A. B. I.". E foi justamente nesse momento que a banda alcançou um novo patamar, com a faixa "Os Dias" entrando na trilha sonora da novela Bicho do Mato, da TV Record, como tema do personagem Emílio, interpretado por Marcos Mion.
Após seu lançamento, o baterista Elias Frenzel deixou o grupo, dando lugar ao novo baterista Vini Bondan.
Em 2007, a banda anuncia a gravação de seu primeiro DVD e no mesmo ano, entra um novo integrante na banda, o tecladista Daniel Hanauer. A gravação do DVD aconteceu nos dias 12 e 13 de março de 2008 no Opinião, em Porto Alegre e foi lançado em agosto do mesmo ano.

### Enfim Dezembro
Em 2010, a formação da banda contava com Jonathan Corrêa, Daniel Jeffman, Márcio Abreu, Vini Bondan e Daniel Hanauer. Em setembro do mesmo ano, a banda entrou em estúdio para gravar seu quinto trabalho.
O novo álbum foi publicado online no site da banda no Myspace para ser ouvido a partir de 13 de dezembro. Sob o nome de Enfim Dezembro, e com um formato mais acústico, as canções tiveram mais de 150.000 visualizações em quatro dias e o álbum foi lançado no ano seguinte, com a distribuição do selo independente Radar Records. Logo em seguida, a banda lançou o videoclipe da música "Entre Teus Dedos".

### Pausa
Em agosto de 2016, o vocalista Jonathan Correa anuncia o fim das atividades da banda.

### Retorno das atividades
Seis anos depois de interromper suas atividades, a banda retomou suas atividades em fevereiro de 2023, com apresentação no festival Planeta Atlântida. A formação reuniu o vocalista, compositor e idealizador da Reação Jonathan Corrêa, o antigo baterista do grupo, Elias Frenzel, e os músicos Eduardo Panda e Tiago Medeiros.

## Integrantes

#### Formação atual
- Jonathan Dörr - vocais, violão, guitarra (1999 - 2016; 2023 - atualmente)
- Elias Frenzel - bateria (2005 - 2007; 2014 - 2016; 2023 - atualmente)
- Thiago Rocha - baixo (2014 - 2016; 2023 - atualmente)
- Eduardo "Panda" Petry - guitarra (2023 - atualmente)
- Thissi Bergmann - guitarra (2023 - atualmente)

#### Ex-integrantes
- Daniel Jeffman - guitarra (1999 - 2016)
- Márcio Abreu - baixo (1999 - 2005; 2009 - 2013)
- Nico Ventre - bateria (1999 - 2005; 2013)
- Samuel Klein - guitarra (1999 - 2000; 2001 - 2002)
- Joey Rocha - guitarra (2000 - 2001)
- Mauricio Faria - baixo (2005 - 2009)
- Vini Bondan - bateria (2007 - 2016)
- Daniel Hanauer - teclados (2007 - 2016)

## Discografia

#### Álbuns de estúdio
- (2002) Neural
- (2004) Resto
- (2006) Febre Confessional
- (2010) Enfim Dezembro

#### Álbuns ao vivo
- (2003) Atlântida Acústica (EP)
- (2008) Nada Ópera? (Ao Vivo em Porto Alegre) (também disponível em DVD)
- (2022) Voz & Reação (Ao Vivo em Porto Alegre) (gravado em 2018)

#### Coletâneas
- (2014) The Best of REC
- (2024) Clássicos Até Parar de Bater

#### Singles
- (2007) "Quase sem Querer" (cover Legião Urbana)

- (2009) "Serenade"
- (2012) "Aquele que Tudo Venceu"
- (2013) "Ainda Sei Tentar"
- (2014) "Sete Luas"
- (2015) "Inverno"
- (2021) "Sete Noites"
- (2023) "Canção da Despedida"
- (2024) "Me Odeie"

## Prêmios e indicações
| Ano  | Prêmio                                | Categoria  | Resultado | Ref.          |
| ---- | ------------------------------------- | ---------- | --------- | ------------- |
| 2004 | Prêmio Multishow de Música Brasileira | Revelação  | Indicado  | [ 9 ]         |
| 2009 | Prêmio Açorianos                      | Melhor DVD | Indicado  | [ 16 ] [ 17 ] |

### Menções honrosas
- A banda recebeu uma menção honrosa no Prêmio Açorianos de Música de 2003 "pelo destaque da estreia no cenário do rock gaúcho".[18]